# 福岡千幸
福岡 千幸（ふくおか　ちゆき、10月31日-）は、関西を中心に活躍するタレント、ディスクジョッキー。ともだち（関西）所属。

## 趣味
- ヨガ・スノーボード・ドライブ・スポーツ観戦（サッカー、野球）

## 現在出演中の番組
- Be Travel!（ウメダFM、2022年4月 - 、水曜 13:30 - 16:00）

## 過去の出演番組
- World Music Selection（FM COCOLO、偶数月最終金25:00 - 26:00）
- Saturday Journal（α-STATION、2007年4月 - 2009年3月　土曜7:00 - 9:00）
- SUNNYSIDE BALCONY（α-STATION、水曜11:00 - 16:00）
- Be Smart!（ウメダFM 水曜、金曜10:00 - 13:00）
- 蓮臺寺 お寺でふぅ～（TBCラジオ、2019年10月 - 2021年3月、2021年4月 - 2024年3月は3ヶ月毎の放送、2025年3月1日）